# Amaurospiza
Amaurospiza är ett fågelsläkte i familjen kardinaler inom ordningen tättingar. Arterna förekommer från södra Mexiko till nordöstra Argentina. Vanligen urskiljs följande fyra arter:
- Indigokardinal (A. concolor)
- Ecuadorkardinal (A. aequatorialis
- Bläckkardinal (A. moesta)
- Carrizalkardinal (A. carrizalensis)

BirdLife International har en helt annan indelning med endast två arter i släktet. Taxonet relicta i sydvästra Mexiko (vanligen behandlad som underart till moesta) urskiljs som egen art, "skifferblå kardinal", medan övriga arter behandlas som underarter till moesta.
Släktet placerades tidigare i familjen fältsparvar (Emberizidae, när denna inkluderade den numera urskilda familjen amerikanska sparvar, Passerellidae).